# Dictyopteris tenerifrons
Dictyopteris tenerifrons là một loài dương xỉ trong họ Tectariaceae. Loài này được Bedd. mô tả khoa học đầu tiên năm 1865.
Danh pháp khoa học của loài này chưa được làm sáng tỏ. 